# Прегради
„Прегради“ (на английски: Fenches) е американски драматичен филм от 2016 г. с участието на Дензъл Уошингтън, който също режисира и продуцира филма, по сценарий на Огъст Уилсън, който е базиран на едноименната му пиеса през 1985 г. Освен Уошингтън, във филма още участват Вайола Дейвис, Стивън Маккинли Хендерсън, Джован Адепо, Ръсел Хорнсби, Микелти Уилямсън и Сания Сидни. Снимките се провеждат на 25 април до 14 юни 2016 г. в Хил Дистрикт от Питсбърг, Пенсилвания. Премиерата на филма е в САЩ на 16 декември 2016 г. от „Парамаунт Пикчърс“.